# 福星 (砲艦)
| 写真は海戦前に撮影された本艦。 |                                               |
| 艦歴                           |                                               |
| 発注                           | 福州船政局                                    |
| 起工                           |                                               |
| 進水                           |                                               |
| 就役                           | 1870年5月                                     |
| 退役                           |                                               |
| その後                         | 戦闘により沈没。                              |
| 除籍                           |                                               |
| 前級                           |                                               |
| 次級                           |                                               |
| 性能諸元                       |                                               |
| 排水量                         | 常備：515トン                                 |
| 全長                           | 49.1m                                         |
| 全幅                           | 7.09m                                         |
| 吃水                           | 3.21m                                         |
| 機関                           | 型式不明石炭専焼缶-基 +レシプロ機関1基1軸推進 |
| 最大出力                       | 320hp                                         |
| 最大速力                       | 9.0ノット（機関航行時）                       |
| 航続距離                       | -ノット/-海里（石炭：-トン）                  |
| 乗員                           | 147名                                         |
| 兵装                           | 16cm単装砲1基 12cm単装砲1基                   |

福星 (ふくせい、Fuxing) は清国水軍の機帆走砲艦湄雲級の一隻である。

## 概要
本艦は清国が国産した砲艦である。就役後は福建艦隊に所属した。1884年の清仏戦争で本艦は馬江沖海戦において福建艦隊の一隻としてフランス海軍のアメデ・クールベ提督のフランス極東艦隊に撃退され、フランス海軍の艦載水雷艇「45号」の雷撃を受けて撃沈された。（馬江之役）

## 艦形

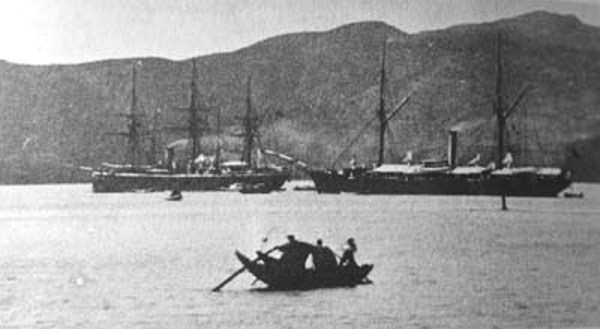
写真は海戦前に撮影された写真。左手の三本マストの艦はスループ「揚武」。右手の二本マストの艦が本艦。

本艦の基本構造は2本のマストと一本煙突を持つ木造フリゲートとして福州船政局（海軍造船所）で建造された。船体には16cm単装砲1基と12cm単装砲1基を装備していた。